# Boleslao III el Generoso
Bolesłao III el Generoso (en polaco: Bolesław III Rozrzutny) (23 de septiembre de 1291 – Brieg, 21 de abril de 1352), fue duque de Legnica, de Brzeg (Brieg) de 1296 hasta 1342, y duque de Breslavia de 1296 hasta 1311.
Era hijo de Enrique V de Legnica, duque de Legnica y Breslavia, y su esposa Isabel, hija de Boleslao el Piadoso,  duque de Gran Polonia.

## Vida
El padre de Bolesłao murió en 1296, cuándo él tenía cinco años de edad. Su madre, la duquesa Isabel y su tío paterno Bolko, fueron los regentes. Ambos murieron pronto, Bolko en 1301 e Isabel en 1304. Entre 1301 y 1304 la custodia oficial de los hijos de Enrique V fue tomada por Enrique de Würben, obispo de Breslavia, pero después de casi un año fue destituido de su puesto por su presunta prodigalidad. Por ese tiempo, el rey Wenceslao II de Bohemia estaba decidido a hacerse con el rico y estratégico Ducado de Breslavia. En 1302 el joven Bolesłao fue enviado a la corte de Praga, y el 1 de enero de 1303 fue prometido a la Princesa Margarita, de siete años de edad, la hija más joven del rey. La boda tuvo lugar cinco años más tarde, en 1308.
Bolesłao fue favorecido claramente por el rey, amenazando a los parientes masculinos más cercanos al monarca, que veían al joven duque de Legnica como un rival potencial para el trono. Cuando el rey Wenceslao II murió en 1305, fue sucedido por su hijo Wenceslao III. Cuando este fue asesinado un año más tarde, en Olomouc, Bolesłao entró en la contienda por el trono de Bohemia tomando el título de «haeres Regni Poloniae» (heredero del reino de Polonia).
Las fuerzas de Bolesłao, como duque de Legnica-Breslavia, eran inadecuadas para competir eficazmente con los otros candidatos al trono: Rodolfo III de Austria, Enrique de Carintia y Juan de Luxemburgo. Bolesłao perdió su oportunidad de gobernar el Reino polaco tras perder Kalisz ante el duque Enrique III de Glogovia. La única ganancia de Bolesłao fue Opava en 1308, después de que el duque Nicolás se lo entregara. Luego de dos años, Boleslao renunció a su pretensión al trono el 11 de junio de 1311, después de un tratado celebrado Olomouc, pagando 8.000 piezas de plata. Opava se fusionó con la corona de Bohemia y se restauró al hijo y heredero Nicolás I, Nicolás II, en 1318.
En 1311, Boleslao fue presionado para dividir sus tierras entre sus hermanos menores Enrique y Vładislao. El ducado se dividió en tres partes: Breslavia, Legnica y Brzeg (Brieg), eligiendo Boleslao el más pequeño y menos próspero Brzeg (Brieg), y recibiendo una compensación monetaria que le permitió continuar su lucha por el trono de Bohemia. Trató de recuperar, sin éxito, Breslavia de su hermano Enrique VI, y un año después logró privar a su hermano menor Vładislao del Ducado de Legnica porque éste no pudo pagar su parte de la compensación monetaria para Brieg.
En 1312 Boleslao y Enrique VI entraron en una alianza con el gobernante de la Pequeña Polonia, Vładislao I, y con sus fuerzas combinadas hicieron la guerra contra los Duques de Głogovia que duró hasta 1317. Al final Vladislao I tomó la mayor parte de la Gran Polonia, y sus aliados tomar las ciudades de Uraz (Enrique VI), y Wołów y Lubiąż (Boleslao).
Después de esta victoria, Boleslao trató de reafirmarse en la lucha de sucesión por el reino de Bohemia, entonces en la posesión de Juan de Luxemburgo. De Juan, Boleslao recibió su recompensa en 132´1 cuando lo nombró gobernador de Bohemia durante su viaje a Alemania e Italia.
En Silesia, Boleslao y sus hermanos Enrique VI, Bolko II de Opole y Vładislao formaron una coalición contra los duques de Glogovia en 1321. Esta vez tuvieron éxito; el 10 de agosto de 1323, se firmó un tratado de paz en Breslavia y el duque Konrad I de Oleśnica cedió el ducado de Namysłów con las fortalezas de Namysłów, Byczyna y Kluczbork.
Pero las relaciones entre Bolesłao y su hermano menor Enrique VI se deterioraron porque el primero se negó a apoyar la política agresiva del segundo contra Konrad respecto a la posesión de Breslavia. Entonces Boleslao se ofreció a cambiar su distrito de Legnica por Breslavia, pero Enrique VI se negó. Siendo rechazado por el rey de Polonia Vladislao I, Enrique pidió la ayuda del emperador Luis IV, y 1324 se declaró un vasallo del Imperio. A cambio, Luis IV garantizó la sucesión de las tierras de Enrique VI a sus hijas, lo que llevó a Boleslao a atacar. Las defensas de Breslavia se mantuvieron, y Enrique VI mantuvo el control.
En 1327 Juan de Luxemburgo persuadió a Enrique VI de romper su alianza con el emperador para convertirse en un vasallo de Bohemia. A cambio, recibió el condado de Glatz durante su vida y una alta pensión del Rey. Boleslao hizo un intento final de capturar Breslavia en 1327, durante la ausencia del rey Juan de Bohemia pero una vez más, fracasó. Ya sin recursos para una guerra contra el rey Juan, en 1329 se declaró un vasallo del reino de Bohemia.
Después de perder su independencia, Boleslao dejó de intentar ganar territorios. En 1338, su hijo Wencenslao le reclamó su parte de la herencia, y para evitar problemas le dio el ducado de Namysłów. Cuatro años más tarde (1342), dio a sus hijos Wenceslao I y Luis I el gobierno conjunto del ducado de Legnica. Después de su abdicación, se retiró a Brieg con su segunda esposa Katharina Šubić, de Croacia, donde permaneció hasta su muerte el 21 de abril de 1352. Fue enterrado en la abadía de Lubiąż.

## Matrimonios y hijos
Por 1318, Bolesłao se casó con Margarita (Markéta; Praga, 21 de febrero de 1296 – Hradec Králové, 8 de abril de 1322), hija del rey Wenceslaus II de Bohemia. Tuvieron tres hijos: 
1. Wenceslaus I (b. ca. 1318 – d. 2 de junio de 1364).
2. Luis I (b. ca. 1321 – d. 6/23 de diciembre de 1398).
3. Nikolaus (b. Y d. Hradec Králové, 7 de abril de 1322).

En 1326, Bolesłao casó en segundas nupcias con Katharina (antes del 5 de marzo de 1358), hija de Mladen III Šubić, Ban de Croacia. No tuvieron ningún hijo. En su testamento, Bolesłao dejó el ducado de Brieg a su viuda, quién gobernó hasta su propia muerte.
- Datos: Q646226
- Multimedia: Boleslaus III, Duke of Brzeg / Q646226